# Ptilimnium
- Commons
- Wikispecies

Ptilimnium é um género botânico pertencente à família Apiaceae.

## Espécies
- Ptilimnium capillaceum
- Ptilimnium costatum
- Ptilimnium fluviatile
- Ptilimnium nodosum
- Ptilimnium nuttallii
- Ptilimnium texense
- Ptilimnium viviparum